# Island live

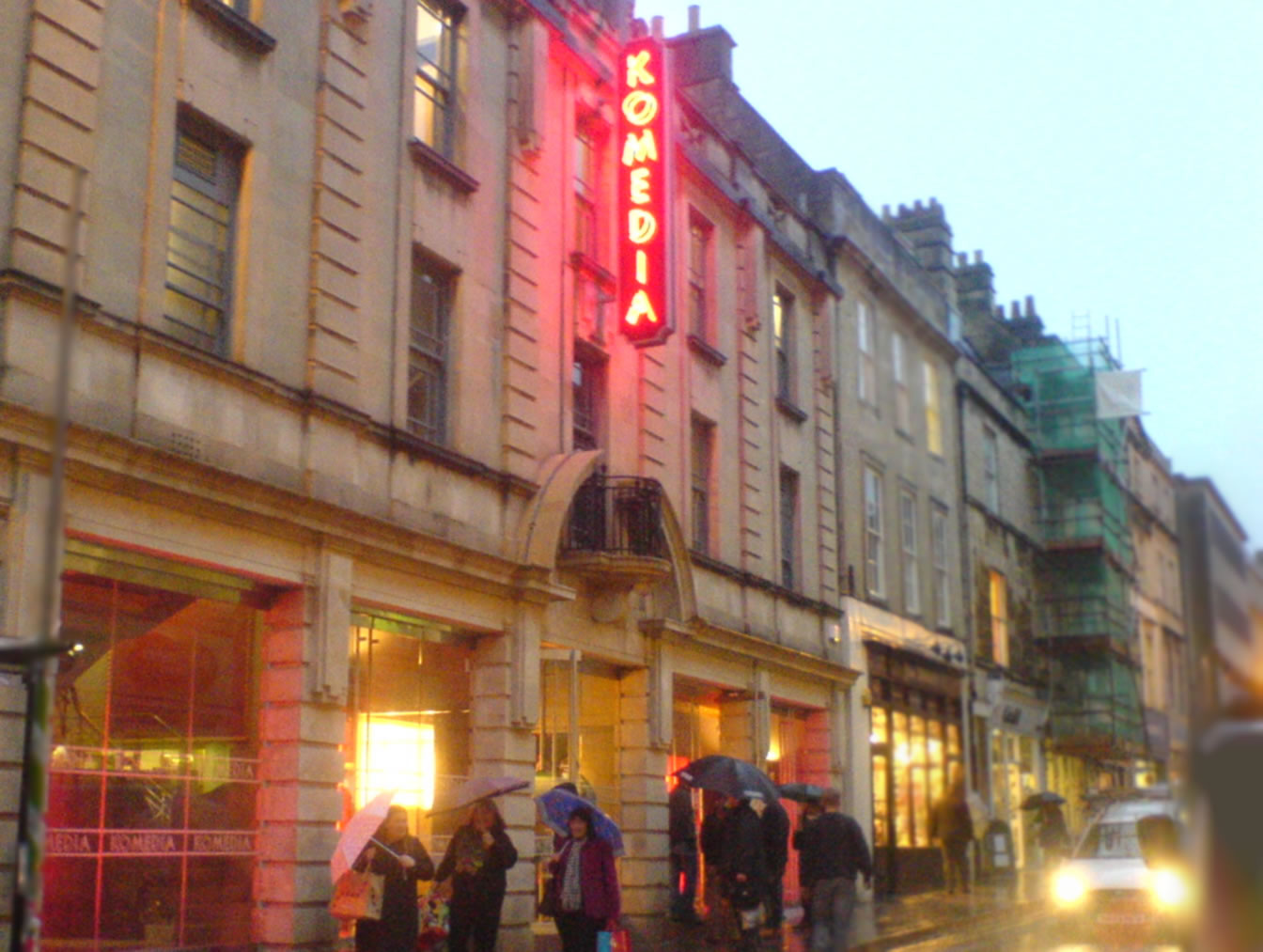
Komedia Bath in de regen (2008)

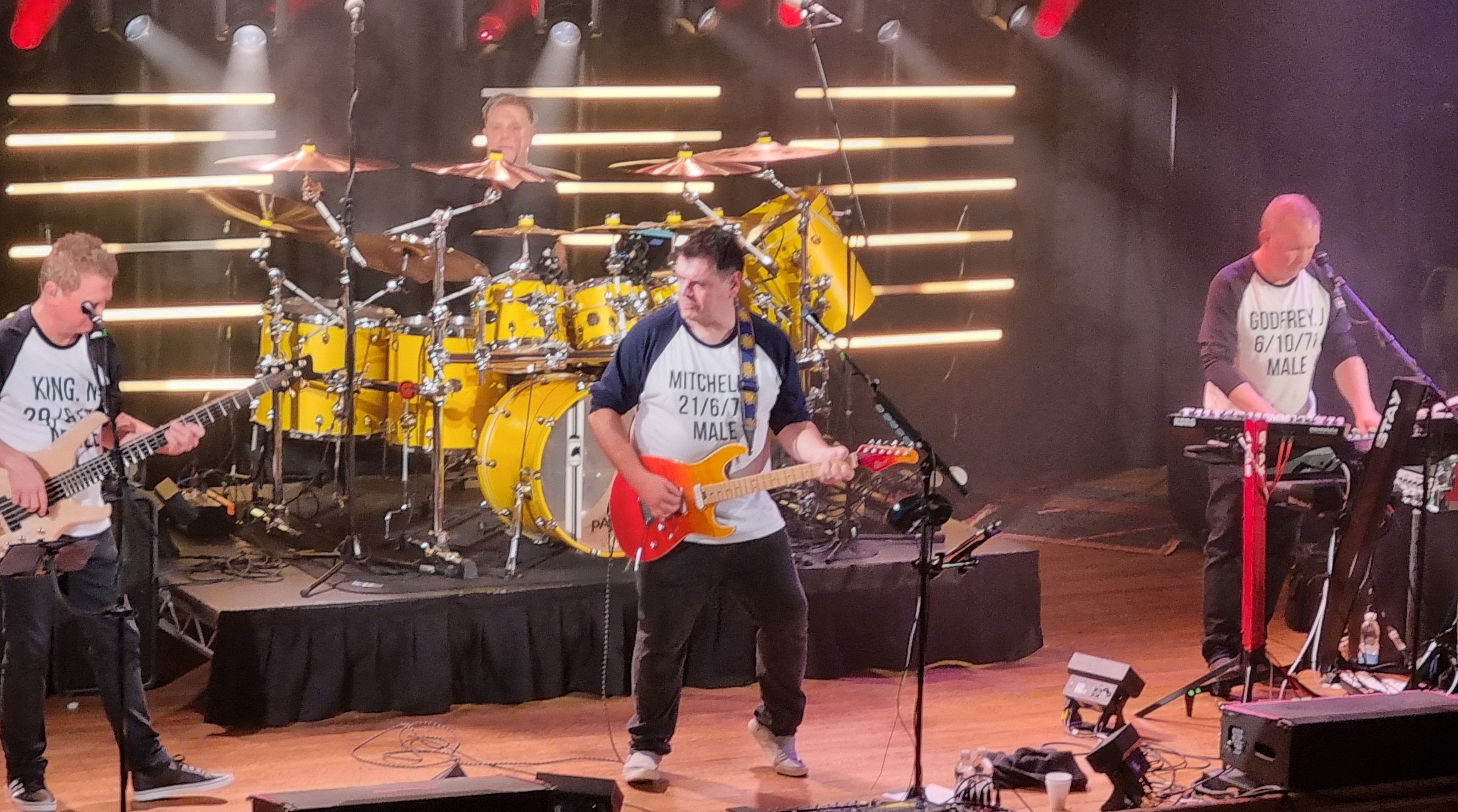
Frost*, dezelfde tournee in Islington Assembly Hall (december 2022)

Island live is een livealbum van Frost*.

## Inleiding
Volgens de band was dit het resultaat van de derde poging een livealbum uit te brengen. De eerste van 4 december 2010 werd op zeep geholpen door audiostudenten van University of Derby; die juist hier een studieproject van hadden gemaakt. De tweede poging was in 2017 toen een onwillige camera met geluid roet in het eten gooide. De derde poging kwam dus op 30 november 2022 in Komedia Bath in Bath tijdens de tournee voor Day and age. Opnamen vonden plaats onder leiding van Robert Reed van Magenta. De toer werd gekenmerkt door de leden die alle drie een T-shirt aanhadden met naam, geslacht en geboortedatum. Het album werd dan ook uitgegeven op zijn/hun platenlabel "Tigermoth Records". 

## Musici
- Jem Godfrey – toetsinstrumenten, zang
- John Mitchell – gitaren, zang
- Nathan King – basgitaar, zang
- gast: Craig Blundell – drumstel

## Muziek
| Nr. | Titel               | Duur  |
| --- | ------------------- | ----- |
| 1.  | Day and age         | 14:18 |
| 2.  | Terrestrial         | 5:39  |
| 3.  | Black light machine | 11:16 |
| 4.  | Dear dead days      | 7:35  |
| 5.  | Skywards            | 4:57  |

| Nr. | Titel          | Duur  |
| --- | -------------- | ----- |
| 1.  | Island life    | 4:23  |
| 2.  | Hyperventilate | 7:49  |
| 3.  | Milliontown    | 27:20 |
| 4.  | Heartstrings   | 4:57  |
| 5.  | Repeat to fade | 7:40  |

De derde schijf is een blu-raydisc met videobeelden.
Eigen beheerlabel Tigermoth Records heeft het nadeel dat er maar een beperkte oplage aangemaakt werd. In november 2023 meldde Frost* dat het album uitverkocht was.